# Orfelia subdiscoloria
Orfelia subdiscoloria är en tvåvingeart som beskrevs av Loïc Matile 1969. Orfelia subdiscoloria ingår i släktet Orfelia och familjen platthornsmyggor.
Artens utbredningsområde är Iran. Inga underarter finns listade i Catalogue of Life.